# Blodkrokmossa
Blodkrokmossa (Sarmentypnum sarmentosum) är en bladmossart som först beskrevs av Göran Wahlenberg, och fick sitt nu gällande namn av Tuom. och T.J.Kop.. Blodkrokmossa ingår i släktet nordkrokmossor, och familjen Calliergonaceae. Arten är reproducerande i Sverige.